# Président de l'Union des républiques socialistes soviétiques
Le président de l'Union des républiques socialistes soviétiques (en russe Президент Союза Советских Социалистических Республик, Prezident Soïouza Sovietskikh Sotsialistitcheskikh Riespoublik), abrégé en président de l'Union soviétique (en russe Президент Советского Союза, Prezident Sovietskogo Soïouza) ou président de l'URSS (en russe Президент СССР, Prezident SSSR), fut le chef de l'État de l'URSS du 15 mars 1990 au 25 décembre 1991. Mikhaïl Gorbatchev en fut l'unique titulaire.

## Historique
Mikhaïl Gorbatchev a été élu Président de l'URSS, et a prêté serment devant le Congrès des députés du peuple d'Union soviétique le 15 mars 1990 ; par la même occasion, Guennadi Ianaïev a été élu Vice-Président. Les autres candidats à cette élection, Nikolaï Ryjkov et Vadim Bakatine (ru), ont finalement retiré leur candidature.
Pendant les évènements du 19 au 21 août 1991, le chef du Comité d'État pour l'état d'urgence (ГКЧП) et Vice-Président de l'URSS, Guennadi Ianaïev, s'est auto-proclamé Président de l'URSS par intérim, se référant à la maladie de Gorbatchev. En effet, le 14 août, Gorbatchev avait fait une crise de névrite radiculaire. Le 21 août, le Présidium du Soviet suprême de l'Union soviétique, sous la présidence du Parlement, a adopté une résolution déclarant illégale la destitution de Gorbatchev de ses responsabilités et le transfert de ces dernières au Vice-Président. Le lendemain, de retour de Foros, Gorbatchev a déclaré que les actions de son suppléant étaient un coup d’État et les a annulées par un décret soutenu par le Soviet suprême et le Parlement de l'URSS ; le même jour, Guennadi Ianaïev a été arrêté sous le chef d'accusation de complot visant à prendre le pouvoir, et n'a été libéré qu'en janvier 1993 par amnistie.
La fonction de Président de l'URSS a été dissoute le 25 décembre 1991 lors de la dissolution de l'URSS.
Mikhaïl Gorbatchev fut la seule personne qui occupa ce poste. Gorbatchev était également secrétaire général du Parti communiste de l'Union soviétique entre mars 1985 et août 1991. Il partagea une part de plus en plus grande du pouvoir de son poste de président jusqu'à ce qu'il démissionne finalement de son poste de secrétaire général après le coup d'État raté de 1991.

## Création du poste
Le poste de président de l'URSS est créé par les modifications apportées à la constitution soviétique de 1977 par le Congrès des députés du peuple d'Union soviétique en 1989-1990. En effet, l'article 127 indique : 
« Статья 127. Главой Советского государства - Союза Советских Социалистических Республик является Президент СССР. »
 soit en français : 

« Article 127. Le chef de l'État soviétique - de l'Union des Républiques socialistes soviétiques - est le président de l'URSS. »

Auparavant, le plus haut fonctionnaire de l'URSS était le Président du Soviet suprême de l'Union soviétique.

## Candidats
Selon la Constitution, le président de l'URSS devait être élu par le Congrès des députés du peuple d'Union soviétique au suffrage direct à bulletin secret, pour un mandat de 5 ans. Seuls les citoyens de l'URSS entre trente-cinq et soixante-cinq ans pouvaient être candidats. Une même personne ne pouvait effectuer plus de deux mandats.
Il n'était pas possible de cumuler le mandat de Président de l'URSS avec un mandat de député ; de toute manière, le Président de l'URSS ne pouvait recevoir d'autre salaire que celui attribué à sa fonction.

## Pouvoirs et responsabilités
Le Président de l'URSS :
1. Est le garant des droits et de la liberté des citoyens de l'URSS, de la loi et de la Constitution ;
2. Doit garantir la souveraineté de l'URSS, de sa sécurité et de l'intégrité de ses territoires ;
3. Représente l'URSS dans les relations internationales ;
4. Assure le bon fonctionnement des organes de direction de l'URSS ;
5. Présente un rapport annuel au Congrès des députés de l'URSS et au Soviet suprême de l'URSS concernant les questions les plus importantes de la politique intérieur et extérieure ;
6. Forme son Gouvernement en coordination avec le Soviet suprême ;
7. Présente au Soviet suprême, puis au Congrès des députés pour validation, les candidatures aux postes de Président du Comité de Contrôle du peuple, Président de la Cour Suprême, Procureur Général de l'URSS, Arbitre du Gouvernement de l'URSS ;
8. Participe avec le Soviet suprême et le Congrès des députés à la destitution des personnes nommées aux responsabilités sus-mentionnées, à l'exception du Président de la Cour Suprême ;
9. Peut présenter au Soviet suprême des propositions de destitution ou de remplacement de membres du Gouvernement ;
10. Signe les lois. Peut remettre en discussion une loi devant le Soviet suprême dans les quinze jours où elle a été votée. Si la loi est confirmée par le Soviet suprême à une majorité des deux tiers, il est obligé de signer la loi ;
11. Peut suspendre les décisions et ordonnances du Conseil des Ministres ;
12. Coordonne les organes de défense de l'URSS, en tant que Commandant en chef des forces armées de l'URSS ; nomme les commandants des forces armées soviétiques, nomme les juges des tribunaux militaires ;
13. Négocie et signe les traités internationaux ;
14. Accepte les lettres de créance et de retrait des diplomates des pays étrangers ;
15. Nomme et rappelle les diplomates de l'URSS auprès des pays étrangers ; confère les rangs diplomatiques les plus élevés et autres titres spéciaux ;
16. Attribue les ordres, médailles et distinctions de l'URSS ;
17. décide d'attribuer ou de retirer la citoyenneté soviétique, d'accorder l'asile ; a le pouvoir de gracier ;
18. Peut appeler à la mobilisation, générale ou partielle ;
19. Déclare la guerre en cas d'attaque contre l'URSS, et porte immédiatement la question devant le Soviet suprême ;
20. Dans l'intérêt de la sécurité des citoyens, peut déclarer la loi martiale dans certaines zones ;
21. Dans l'intérêt de la sécurité des citoyens, peut déclarer l'état d'urgence dans certaines zones, et soumet cet état à l'approbation du Présidium du Soviet suprême. En cas d'opposition, il peut déclarer l'état d'urgence s'il obtient un vote favorable du Soviet suprême à une majorité de deux tiers ;
22. Peut gouverner par un régime présidentiel temporaire à condition de respecter la souveraineté et l'intégrité territoriale de l'URSS ;
23. Règle les différends entre le Soviet suprême et le Congrès des députés. En cas d'impossibilité d'arriver à un accord, et de réel danger pour l'URSS, soumet au Congrès la proposition de dissoudre le Soviet suprême et d'en réélire un ;
24. Est à la tête du Conseil de la fédération de l'URSS, qui comprend les hauts fonctionnaires de chaque république fédérée ;
25. Forme le Conseil Présidentiel de l'URSS, dont la tâche est de définir les grandes lignes de la politique intérieure et extérieure et de la sécurité de l'Union ;
26. Peut réunir le Conseil présidentiel et le Conseil de la fédération pour examiner des questions de politique intérieure ou extérieure ;
27. Émet des décrets applicables sur tout le territoire de l'URSS.

## Liste
| no | Portrait | Nom (né en – mort en)                     | En fonction du... | En fonction jusqu'au... | Parti politique |
| -- | -------- | ----------------------------------------- | ----------------- | ----------------------- | --------------- |
| 1  |          | Mikhaïl Gorbatchev (1931-2022)            | 15 mars 1990      | 25 décembre 1991        | PCUS            |
| –  |          | Guennadi Ianaïev (usurpateur) (1937-2010) | 19 août 1991      | 21 août 1991            | PCUS            |